# Sotteville-sur-Mer
Sotteville-sur-Mer ist eine französische Gemeinde im Département Seine-Maritime in der Region Normandie. Sie hat 394 Einwohner (Stand: 1. Januar 2022) und gehört zum Kanton Saint-Valery-en-Caux (bis 2015: Kanton Fontaine-le-Dun) und zum Arrondissement Dieppe.

## Geografie
Sotteville-sur-Mer liegt etwa 18 Kilometer westsüdwestlich von Dieppe an der Alabasterküste. Umgeben wird Sotteville-sur-Mer von den Nachbargemeinden Saint-Aubin-sur-Mer im Osten und Nordosten, Le Bourg-Dun im Osten und Südosten, La Chapelle-sur-Dun im Süden, Blosseville im Süden und Südwesten sowie Veules-les-Roses im Westen.

## Bevölkerungsentwicklung
| Jahr                      | 1962 | 1968 | 1975 | 1982 | 1990 | 1999 | 2006 | 2013 |
| Einwohner                 | 383  | 324  | 318  | 313  | 365  | 388  | 363  | 361  |
| Quelle: Cassini und INSEE |      |      |      |      |      |      |      |      |

## Sehenswürdigkeiten
- Kirche Notre-Dame, 1252 erbaut,  seit 2006 Monument historique
- Kapelle von Le Val, seit 2006 Monument historique

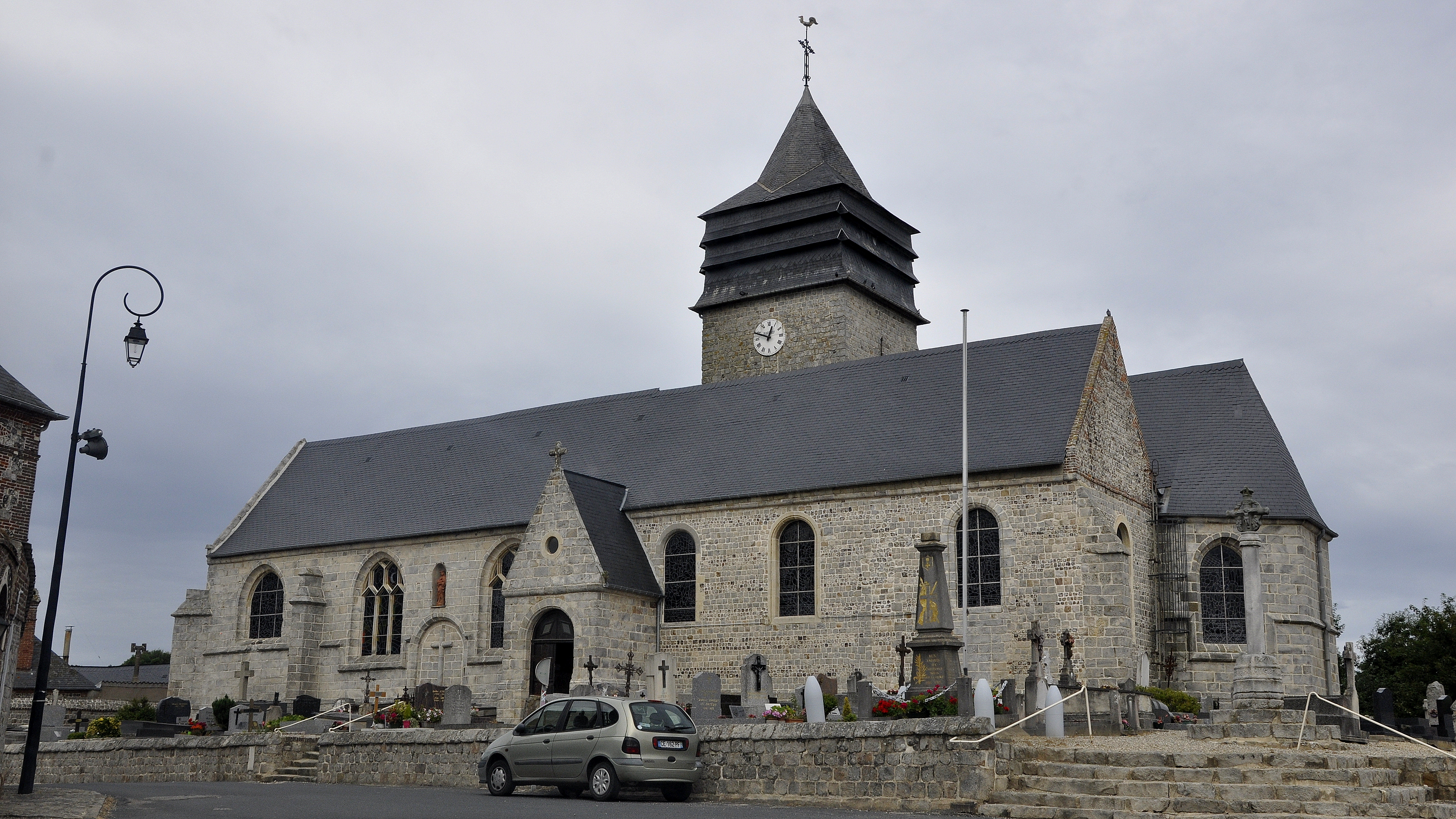
Kirche Notre-Dame
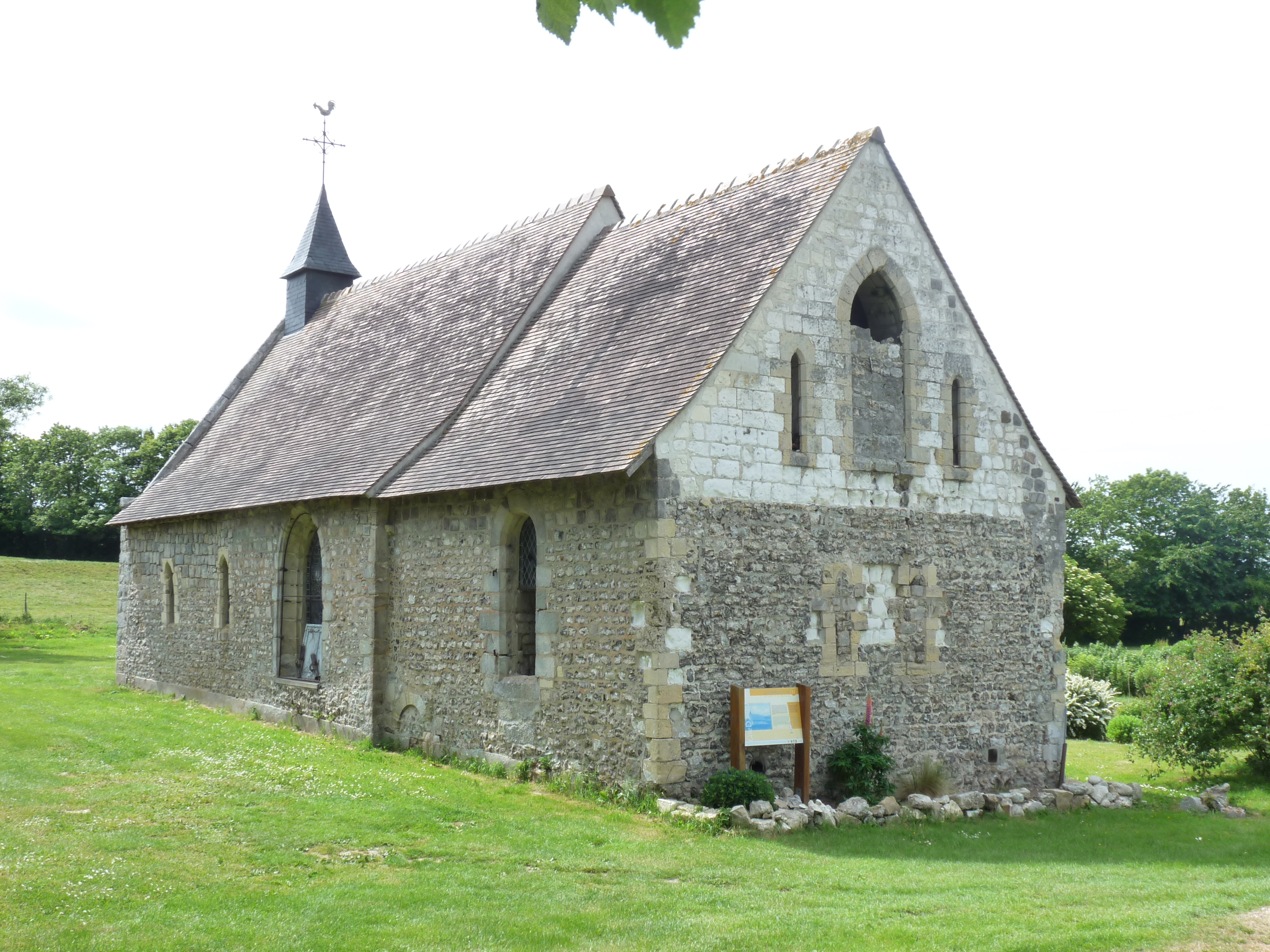
Kapelle von Le Val